# We Interrupt This Program
We Interrupt This Program (no Brasil, "Interrompemos Este Programa") é o quarto episódio da minissérie de televisão americana, WandaVision, baseado nos personagens Wanda Maximoff / Feiticeira Escarlate e Visão da Marvel Comics. O episódio segue vários agentes do governo enquanto investigam o por quê e como Wanda e Visão estão levando uma vida fantasiosa dentro de uma sitcom na cidade de Westview. O episódio se passa no Universo Cinematográfico Marvel (UCM), dando continuidade aos filmes da franquia. Foi escrito por Bobak Esfarjani e Megan McDonnell e dirigido por Matt Shakman.
Paul Bettany e Elizabeth Olsen reprisam seus respectivos papéis como Visão e Wanda Maximoff da série de filmes, estrelando ao lado de Teyonah Parris, Randall Park, Kat Dennings e Kathryn Hahn. O diretor Matt Shakman se juntou à série em agosto de 2019. O episódio é o primeiro a retratar os eventos da série no mundo real do UCM, ao invés de dentro da realidade da sitcom de Wanda. As filmagens aconteceram no Pinewood Atlanta Studios.
O episódio foi lançado no Disney+ em 29 de janeiro de 2021.

## Enredo
A capitão Monica Rambeau, uma agente da S.W.O.R.D., retorna à vida após o "Blip" e descobre que sua mãe, Maria Rambeau, morreu de câncer há três anos. Três semanas depois, Monica retorna ao trabalho e é enviada pelo Diretor Interino Tyler Hayward para ajudar o agente do FBI Jimmy Woo com um caso de uma pessoa desaparecida em Westview, Nova Jersey. Eles descobrem um campo estático hexagonal em torno da cidade para a qual Monica foi puxada. Em 24 horas, a S.W.O.R.D. estabelece uma base ao redor da cidade e envia drones e um agente para investigar. A Dra. Darcy Lewis é convidado a estudar o fenômeno e descobre sinais de transmissão para a sitcom WandaVision. Eles usam isso para observar os eventos dentro da cidade, e descobrem que os verdadeiros residentes foram "escalados" como personagens da sitcom e veem Monica se disfarçar de "Geraldine". Darcy e Jimmy tentam sem sucesso usar o rádio para contatar Wanda. Quando Monica menciona o vilão Ultron, Wanda a expulsa da cidade. A ilusão da sitcom desaparece e Wanda vê que Visão é na verdade um cadáver. Horrorizada, ela restaura a ilusão. Monica acorda na base da S.W.O.R.D. e afirma que Wanda está controlando tudo.

## Produção

### Desenvolvimento
Em outubro de 2018 a Marvel Studios informou que estava desenvolvendo uma série limitada estrelando Wanda Maximoff de Elizabeth Olsen e Visão de Paul Bettany dos filmes do Universo Cinematográfico da Marvel (UCM). Em agosto de 2019, Matt Shakman foi contratado para dirigir a minissérie. Shakman e o redator principal Jac Schaeffer são produtores executivos ao lado de Kevin Feige, Louis D'Esposito e Victoria Alonso da Marvel Studios. Feige descreveu a série como parte de uma "sitcom clássica", uma parte "épica da Marvel". O quarto episódio, intitulado "We Interrupt This Program", foi escrito por Bobak Esfarjani e Megan McDonnell, e muda a perspectiva da série para fora da realidade da sitcom dos episódios anteriores.

### Roteiro
Após o lançamento dos três primeiros episódios da série, Schaeffer disse que seria necessário fornecer respostas às perguntas em breve, para esclarecer os eventos desses episódios, e Olsen disse que o quarto episódio seria "uma grande mudança. É uma troca de perspectiva muito divertida e acho que muito se entende naquele momento."

### Elenco
O episódio é estrelado por Paul Bettany como Visão, Elizabeth Olsen como Wanda Maximoff, Teyonah Parris como Monica Rambeau, Randall Park como Jimmy Woo, Kat Dennings como Darcy Lewis e Kathryn Hahn como Agnes.:29:38–29:55 Também aparecem no episódio Josh Stamberg como Diretor da S.W.O.R.D., Tyler Hayward, Alan Heckner como Agente Monti, Selena Anduze como Agente Rodriguez, Lana Young como Dra. Highland, Sam Younis como médico, Viviana Chavez como enfermeira, Bobby Hernandez como guarda de segurança, Shaun MacLean como ordenança, Brian Brightman como xerife, Zac Henry como Agente Franklin / apicultor, Vince Canlas, Archith Seshadri e Michaela Cronan como outros cientistas recrutados pela S.W.O.R.D., Janet Song e Christopher James como pessoas retornando do "Blip" e Lloyd Pitts como homem. Uma gravação de arquivo do filme Capitã Marvel (2019) de Brie Larson como Carol Danvers / Capitã Marvel falando a uma jovem Monica Rambeau é ouvida no início do episódio.

### Filmagem e efeitos visuais
As filmagens no estúdio ocorreram no Pinewood Atlanta Studios em Atlanta, Geórgia, com a direção de Shakman, e Jess Hall servindo como diretor de fotografia. As filmagens também aconteceram na área metropolitana de Atlanta, As filmagens de backlot e externas ocorreram em Los Angeles depois que a série retomou a produção após um hiato devido à pandemia de COVID-19.:50 Os efeitos visuais para o episódio foram criados por The Yard VFX, Industrial Light & Magic, Rodeo FX, Monsters Aliens Robots Zombies, Framestore, Cantina Creative, Perception, Rise FX, Digital Domain, and SSVFX.:31:54–32:10

### Música
"Voodoo Child (Slight Return)" por Jimi Hendrix Experience é tocada no episódio.A trilha sonora do episódio será lançada digitalmente pela Marvel Music e Hollywood Records em 5 de fevereiro de 2021, com a trilha do compositor Christophe Beck.
| N.º            | Título                        | Duração |  |
| 1.             | "The Awakening"               | 2:19    |  |
| 2.             | "Three Weeks Later"           | 2:17    |  |
| 3.             | "Westview"                    | 2:42    |  |
| 4.             | "S.W.O.R.D."                  | 1:01    |  |
| 5.             | "The Players"                 | 2:02    |  |
| 6.             | "Stay Tuned"                  | 2:28    |  |
| 7.             | "Everything Is Under Control" | 1:01    |  |
| 8.             | "Mission Failure"             | 1:48    |  |
| 9.             | "Who Are You?"                | 2:35    |  |
| Duração total: | Duração total:                | 18:13   |  |

## Lançamento
"We Interrupt This Program" foi lançado no Disney+ em 29 de janeiro de 2021.

## Recepção da crítica
O site de agregador de críticas, Rotten Tomatoes, relatou uma taxa de aprovação de 93% com uma pontuação média de 8,44/10 com base em 15 resenhas. O consenso crítico do site diz: "We Interrupt This Program" faz uma pausa em Westview para dar à excelente Monica Rambeau de Teyonah Parris uma história de fundo bem-vinda, enquanto apresenta alguns rostos familiares ao mundo de WandaVision."
Ao dar ao episódio um "A–", Stephen Robinson, do The A.V. Club fez referência à série The X-Files com este episódio, mas, ao contrário dessa série, "WandaVision não nos deixa esperando [para fornecer respostas], enquanto aumenta o suspense". Ele também se lembrou do episódio "Living in Harmony", da série britânica de 1967 The Prisoner enquanto assistia a este episódio. O Visão aparecendo morto fez Robinson "engasgar de horror", sentindo o visual "bater ainda mais forte depois de ver uma versão engraçada e adorável de Visão nos últimos três episódios". Matt Purslow do IGN acredita que o título do episódio, "We Interrupt This Program", era "a descrição mais precisa possível" para o episódio e chamou-o de "uma declaração". Ele disse que aprender que Wanda criou a realidade para lidar com seu luto alinhado com muitas das teorias da série desde sua estréia, e chamou a revelação de "fortemente apresentada", apontando que Olsen retrata uma Wanda mais sombria de forma semelhante a quando ela enfrentou Thanos em Avengers: Endgame (2019). Purslow gostou de ver Monica Rambeau, Darcy Lewis e Jimmy Woo interagirem para resolver o mistério de Westview, e as referências adicionais a outras partes do UCM, dizendo: "qualquer um procurando alguma garantia de que WandaVision é um show sobre o universo com o qual se preocupam certamente o encontrará aqui". Purslow deu ao episódio uma nota 8 de 10.
Alec Bojalad do Den of Geek descreveu o episódio como "descontroladamente emocionante e divertido" e "o episódio mais coerente de WandaVision, o que também o torna o melhor, quase por padrão", destacando as apresentações de Park e Dennings. Bojalad deu 4,5 de 5 estrelas. Christian Holub do Entertainment Weekly também achou que o título do episódio era perfeito. Seu colega, o chanceler Agard, chamou o episódio de "Aquele que eu estava esperando", dado o foco em Darcy e Jimmy no episódio. Ele sentiu que Dennings "sem esforço... escorregou de volta para os sapatos com piadinhas e sarcasmos de Darcy". Agard indicou que normalmente não era fã de episódios que recapitulassem eventos passados como este, mas gostou deste por ser o quarto episódio da temporada, afirmando que "ajuda WandaVision a evitar frustrar o público ao reter informações básicas sobre o mundo da série por muito tempo a favor de criar um mistério, e... garante ao público que o mistério não é o ponto". Escrevendo para o /Film, Evan Saathoff acredita que "We Interrupt This Program" "abre tudo", mas ficou desapontado com a natureza dos episódios anteriores em seu formato de sitcom porque provavelmente não permaneceriam para o resto da série.
Abraham Riesman da Vulture ficou desapontado ao saber que a realidade da sitcom estava sendo criada por Wanda, e não estava sendo feita para ela, com esta decisão "sentiu que a Marvel Studios escolheu o caminho mais fácil para esta personagem rica e fascinante" e acrescentando "a escolha parece enfadonha e previsível, para não mencionar questionável por motivos de estereótipo de gênero". Ele também sentiu que as piadas no episódio eram "monótonas" e não aterrissaram bem, chamando-as de "uma paródia do humor UCM: todas as críticas estúpidas e botões de 'então isso acontece'". Riseman deu ao episódio 3 de 5 estrelas.